# Jia Lissa
Jia Lissa (en russe : Джиа Лисса ; née Юлия Чиркова le 1er septembre 1996 à Ijevsk en Russie) est une actrice pornographique et modèle érotique russe. Elle a commencé sa carrière dans le cinéma pour adultes en 2017 et a reçu plusieurs récompenses, notamment deux AVN Awards et un XBIZ Europa Award.

## Biographie
Originaire de Sibérie, Jia rejoint Moscou en 2013 pour y gagner de l'argent. Après avoir vécu de petits boulots, elle commence sa carrière d'actrice pornographique en 2017, à l'âge de 21 ans pour le studio Met-Art. Elle rencontre rapidement un vif succès qui l'amène à travailler pour d'autres studios européens et américains tels que Porndoe, Sex Art, Evil Angel, Blacked, Jules Jordan, Vixen, Score, Viv Thomas ou encore Marc Dorcel.
Greg Lansky, le PDG du groupe Vixen accélère sa carrière en lui faisant signer un contrat exclusif en août 2018. En décembre 2018, elle enregistre sa première scène de sexe interracial pour Blacked. Elle est désormais représentée par Julia Grandi.
En 2018, elle reçoit sa première nomination aux XBIZ Europe Awards dans la catégorie « Meilleure scène de sexe lesbien » pour Jia. L'année suivante, elle est nommée dans la même catégorie ainsi que dans la catégorie « Artiste féminine de l'année ». Mais c'est dans la catégorie « Meilleure scène de sexe glamour » qu'elle triomphe avec Club VXN vacation, en compagnie de Liya Silver et d'Alberto Blanco.
En 2020, elle atteint la reconnaissance aux AVN Awards en remportant le prix de la « Meilleure scène de sexe de groupe pour une production étrangère » avec Double Dare (dans Blacked Raw 15) en compagnie d'Ella Hughes (it). Elle est également nommée dans les catégories « Nouvelle actrice étrangère de l'année » et « Meilleure scène étrangère de sexe lesbien en groupe ». La même année, elle est également nommée aux XBIZ Awards en tant qu'« Actrice étrangère de l'année ».

## Distinctions
| An   | Cérémonie         | Résultat | #Prix                                                             | Titre                                          |
| ---- | ----------------- | -------- | ----------------------------------------------------------------- | ---------------------------------------------- |
| 2018 | XBIZ Awards       | Nommée   | Meilleure scène de sexe lesbien                                   | Jia                                            |
| 2019 | XBIZ Awards       | Nommée   | Artiste féminine de l'année                                       | No disponible                                  |
| 2019 | XBIZ Awards       | Gagnante | Meilleure scène de sexe glamour                                   | Club VXN Vacation                              |
| 2019 | XBIZ Awards       | Nommée   | Meilleure scène de sexe lesbien                                   | Seduced by My Bestfriend                       |
| 2019 | Spank Bank Awards | Nommée   | Masturbatrice de l'année                                          | No disponible                                  |
| 2019 | Spank Bank Awards | Nommée   | Rousse de l'année                                                 | No disponible                                  |
| 2020 | AVN Awards        | Nommée   | Nouvelle actrice étrangère de l'année                             | No disponible                                  |
| 2020 | AVN Awards        | Gagnante | Meilleure scène de sexe de groupe de production étrangère         | Double Dare (Blacked Raw V15) ft. Ella Hughues |
| 2020 | AVN Awards        | Nommée   | Meilleure scène de sexe lesbien en groupe de production étrangère | Seduced by My Best Friend                      |
| 2020 | XBIZ Awards       | Nommée   | Nouvelle actrice étrangère de l'année                             | No disponible                                  |